# Magglingen
Magglingen (Frans: Macolin) is een plaats in het Zwitserse kanton Bern, en maakt deel uit van de gemeente Evilard in het district Biel.

## Geboren
- Nicole Schnyder-Benoit (1973), beachvolleyballer